# ريان الذياب
ريان الذياب مواليد 24 أبريل 1997 في القصيم، السعودية، هو لاعب كرة قدم سعودي.
لعب سابقاً لنادي التعاون ونادي الهلالية ونادي قرية العليا.